# Ян ван Скорел
Ян ван Скорел (нід. Jan van Scorel; 1 серпня 1495, Скорел біля Алкмара — 6 грудня 1562, Утрехт) — нідерландський художник і гуманіст, представник романізму. Уславився як художник, хоча був універсально освіченою людиною, як його попередники-італійці (Андреа дель Верроккйо), або сучасники-маньєристи (Бартоломео Амманаті, Челліні, Джорджо Вазарі). Сам представник стилю маньєризм. Малював релігійні картини, портрети.

## Портрет Антоніса Мора
Зберігся портрет Скорела похилого віку, що створив учень, відомий портретист Антоніс Мор. Він досить добре передає твердий характер людини, що мандрувала небезпечним тоді світом і дійшла до Палестини, попрацювала при дворі папи римського і повернулась до Утрехта, де була велика його майстерня попри сан священика. Скорель малював картини, брався за інженерні завдання, писав вірші, був археологом-аматором, грав на музичних інструментах. Старий бачив багато лиха і лихих людей, і став знесиленим і недовірливим.

## Біографія

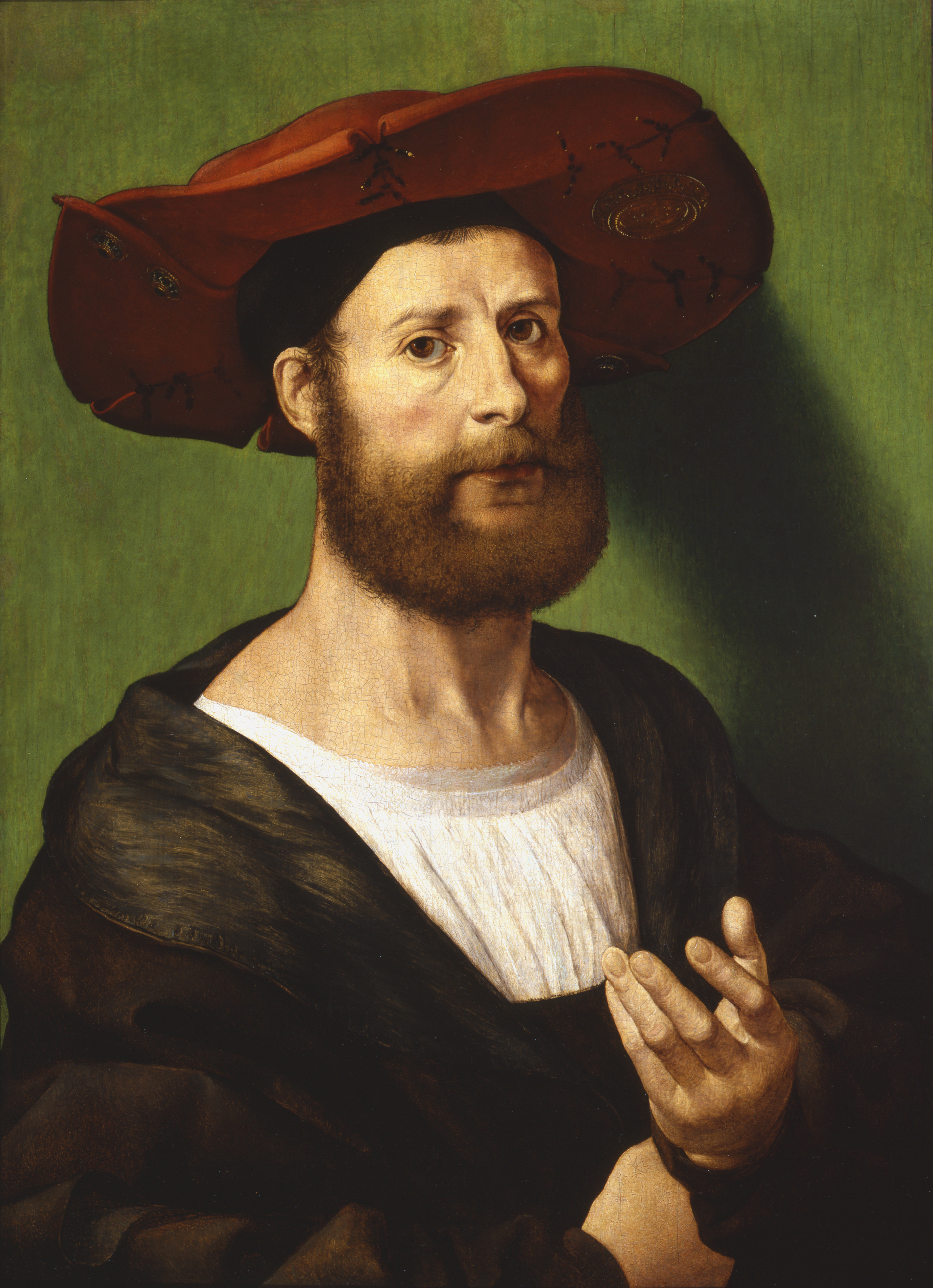
Автопортрет Мабюза (Яна Госсарта)

Народився в містечку Схорел, по якому отримав і прізвище. Початкову художню освіту отримав в Амстердамі. Приблизно з 1516 року в майстерні художника Мабюза (Яна Госсарта). Мав добру гуманітарну освіту, оскільки готував себе до сану священика. По дорозі в Палестину відвідав Німеччину, Швейцарію, Італію. В Рим повернувся у 1521 році. Там саме посів місце Папи Римського Адріан VI, що походив з Утрехта, відомого католицького центру Нідерландів. Земляк папи, Ян ван Скорел, отримав запрошення на посаду придворного живописця і став ним. Окрім того, Скорел опікувався збереженням колекції античних артефактів Ватикану. Через два роки папа помер. Скорель відчув себе зайвим у Ватикані і повернувся на батьківщину.
З 1524 р. Скорел в Утрехті, де прийняв сан священика. Це не завадило активному Скорелю мати художню майстерню, де він малював релігійні картини і мав учнів. Був викладачем. Найвідоміші серед його учнів — художник Мартен ван Хемскерк і уславлений портретист Антоніс Мор.
1550 року саме Скорелю доручили реставрацію і оновлення «Гентського вівтаря» братів ван Ейк.

## Твори

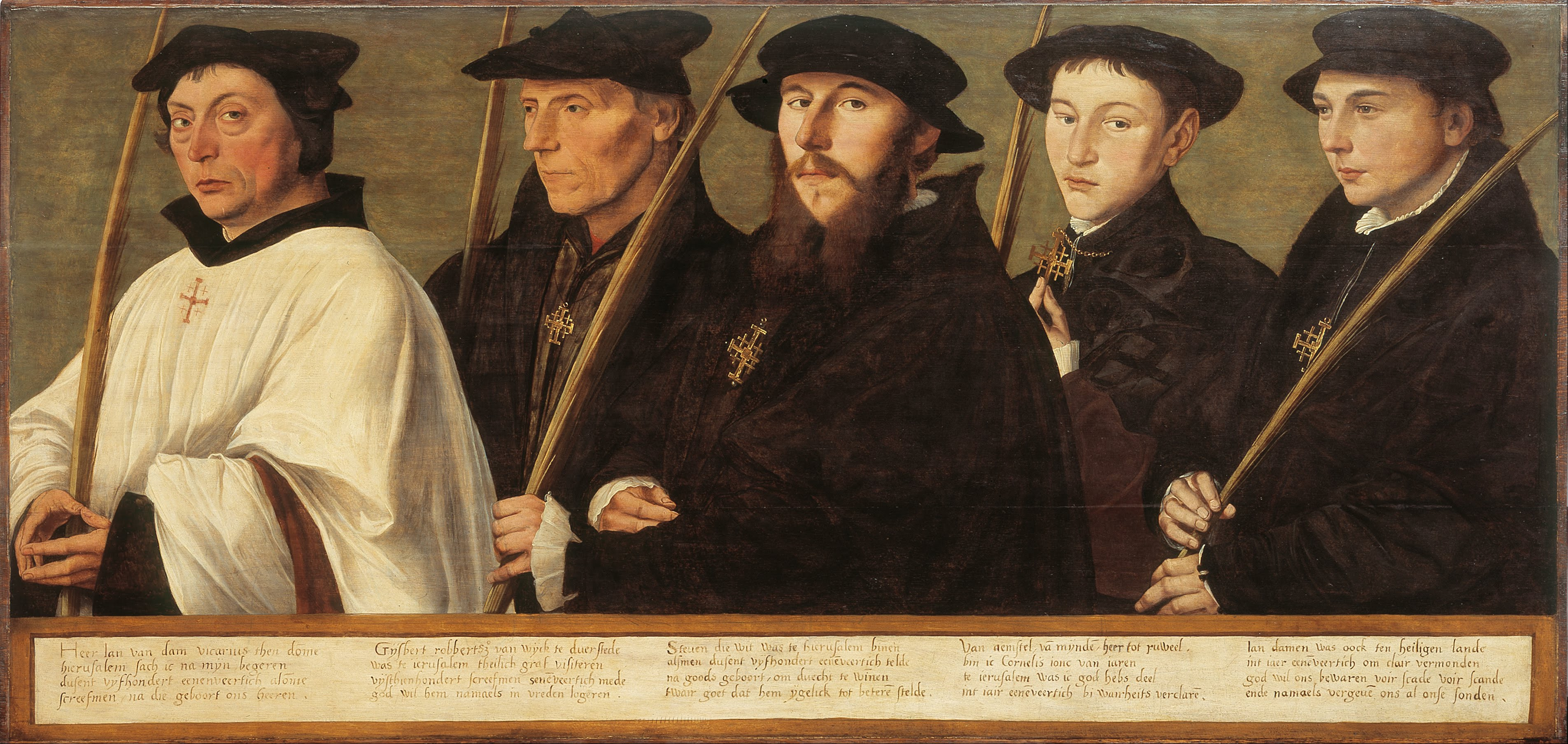
Ян ван Скорель. «П'ять членів утрехтського Братства пілігрімів до Єрусалима», бл. 1541 р., Центральний музей Утрехта.

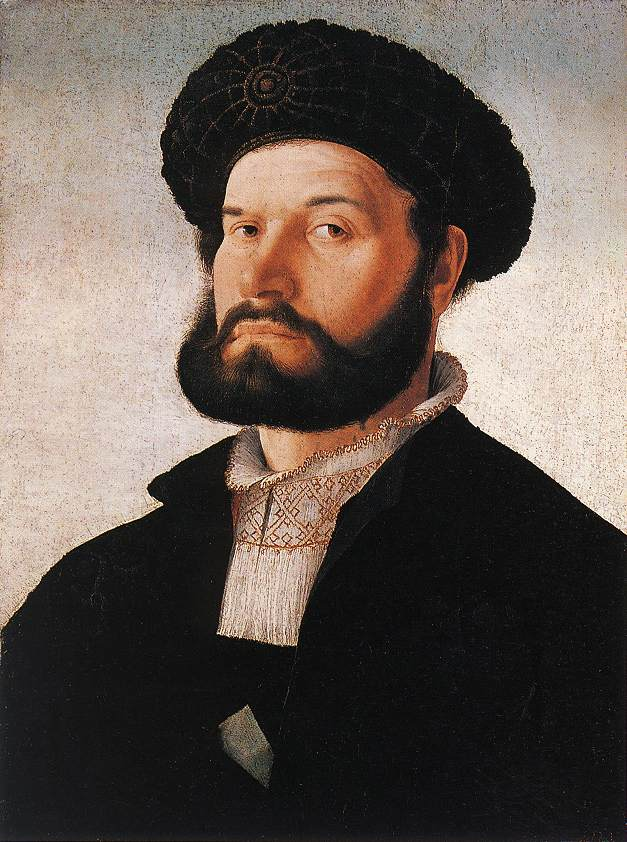
«Портрет невідомого з Венеції»
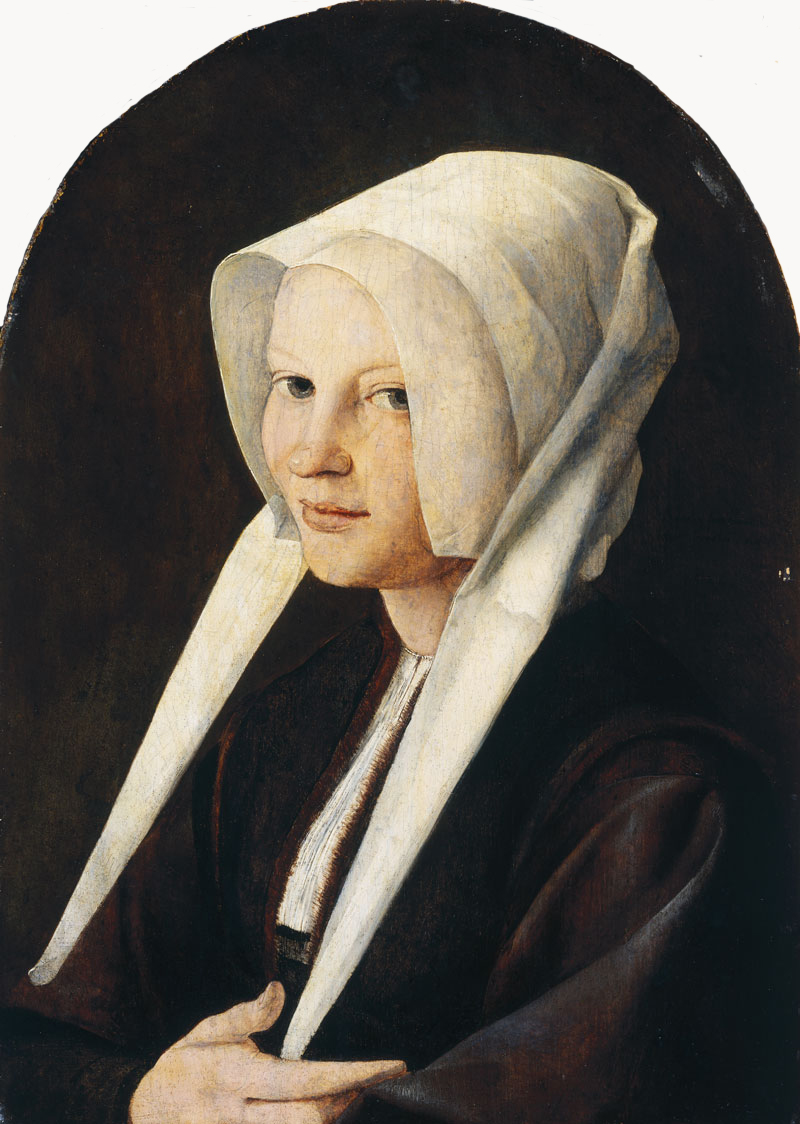
«Агата ван Схонсховен»
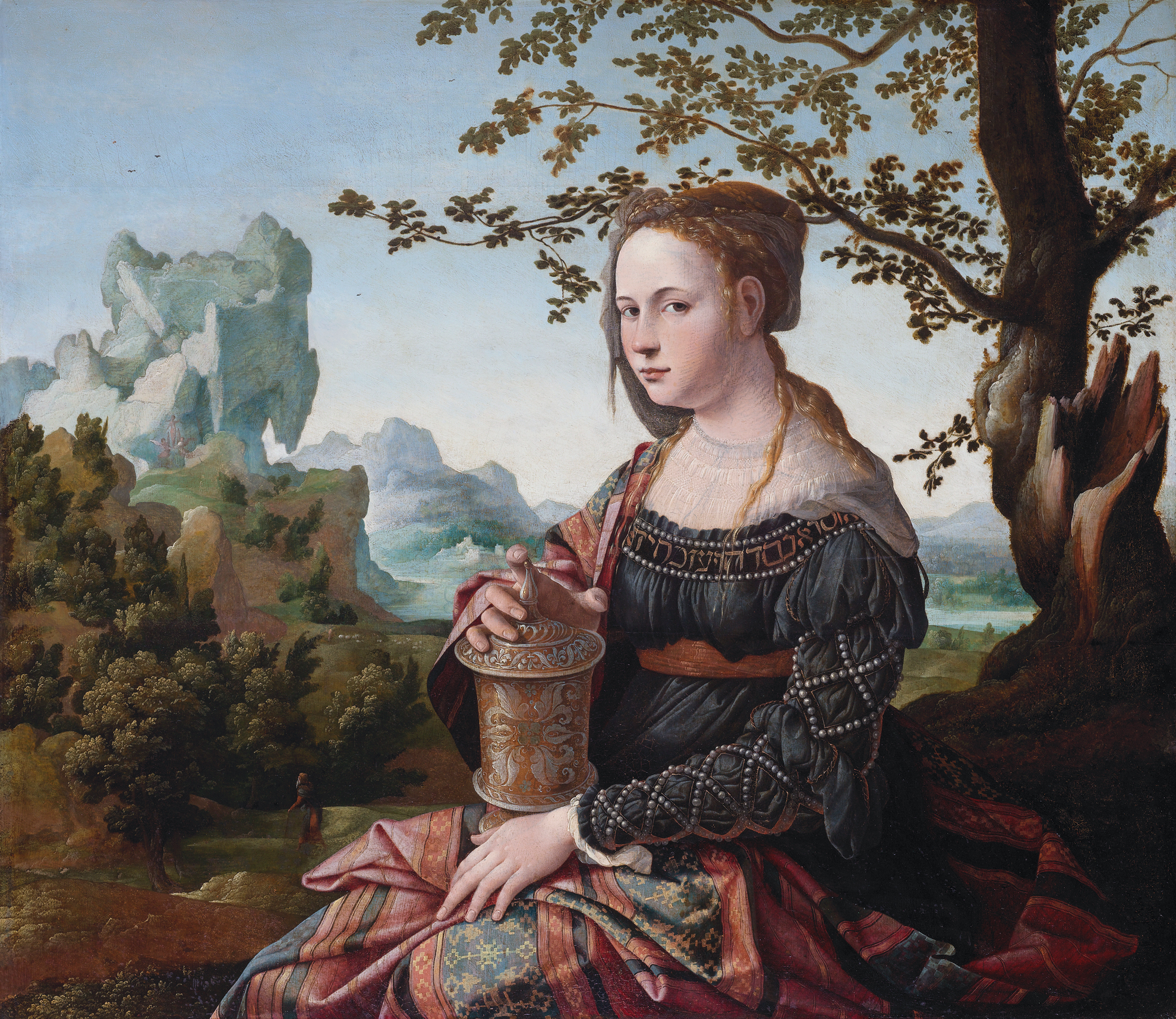
«Марія Магдалина» — приклад релігійних образів Скорела
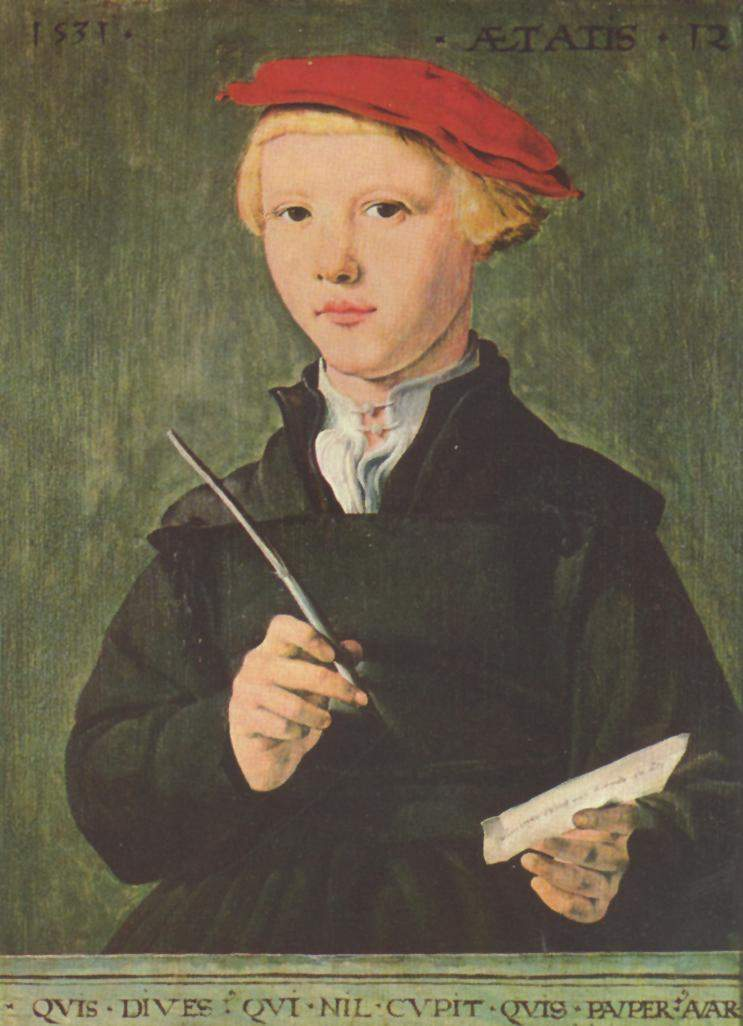
«Портрет студіозуса (учня)», 1531. Роттердам

## Груповий портрет

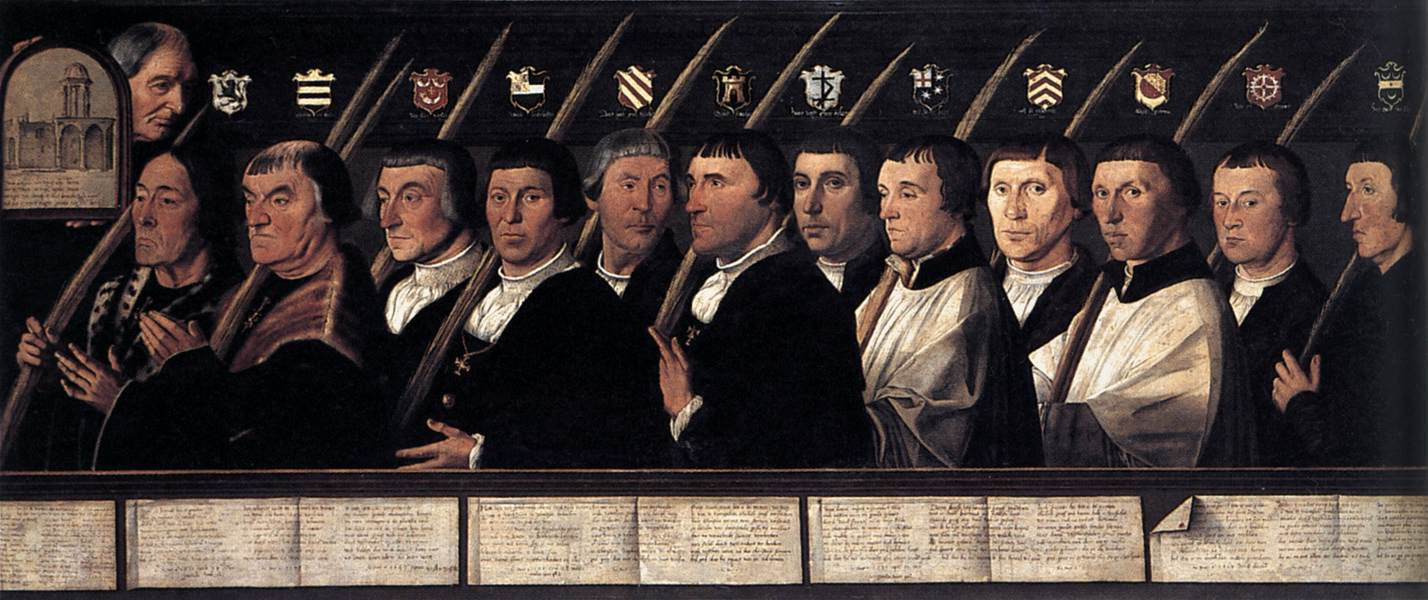
«Груповий портрет членів Єрусалимського братства міста Гарлем», 1527-29 рр. Центральний музей, м. Утрехт

Скорел в переліку національних майстрів, що започаткували створення групових портретів. Композиція його «Групового портрету членів Єрусалимського братства міста Гарлем» проста. Всі вони подані в один рядок, як на античному барельєфі, аби кожного було добре видно. Композицію доповнюють пальмові гілки та герби представників, що зробили подорож до Ерусалиму, до його святих місць. Індивідуально поданим характеристикам моделей міг би позаздрити і Перуджино. Адже відомо, що нідерландські та німецькі художники того часу в портретах стояли в один рівень з художниками Італії, а багатьох із них і перебільшували в цій галузі. На жаль, багато творів Скореля було знищено під час іконоборського повстання в Нідерландах. Тоді знищили вівтарні образи багатьох католицьких церков різних майстрів по всій країні.